# Biology Letters
Die Biology Letters (nach ISO 4 abgekürzt Biol. Lett.) sind ein wissenschaftliches Magazin, welches sich mit allen Themenbereichen der Biologie beschäftigt und von der Royal Society veröffentlicht wird. Vor der Freigabe eines Artikels unterliegen die eingereichten Arbeiten dem sogenannten Peer-Review, dies bedeutet, dass für jeden Artikel zunächst eine Beurteilung durch andere Experten erfolgt, bevor dieser veröffentlicht wird.
Das Magazin Biology Letters wurde 2005 erstmals aufgelegt, nachdem beschlossen wurde, es aus dem Fachjournal Proceedings of the Royal Society herauszulösen. Es wird seitdem als ein eigenständiges Magazin geführt. Der Chefherausgeber ist der Biologe Brian Charlesworth, der an der University of Edinburgh Evolutionsbiologie lehrt.
Das Journal hatte einen Impact Factor, als Maß für die durchschnittliche Zahl an Zitationen pro veröffentlichtem Artikel, von 3,762 im Jahr 2011.